# Reinhold F. Bender
Reinhold Friedrich Bender (* 6. August 1908 in Dresden; † 11. November 1977 in Pellworm) war ein deutscher Jurist und Politiker (GB/BHE, später CDU).

## Leben und Beruf
Nach dem Abitur 1927 nahm Bender ein Studium der Rechts- und Staatswissenschaften auf, das er 1931 mit dem ersten und 1934 mit dem zweiten juristischen Staatsexamen beendete. Anschließend absolvierte er ein Volontariat in einem Hamburger Großhandel. Er arbeitete zunächst bei einem Bankinstitut, war seit 1935 als Direktionsassistent bei der Mansfeld AG in Halle tätig und wurde 1937 stellvertretender Hauptgeschäftsführer der Fachgruppe Hochglasindustrie in Berlin. 1941 wurde er zur Wehrmacht eingezogen. Im Anschluss nahm er als Soldat am Zweiten Weltkrieg teil.
Bender war seit Juli 1945 Leiter des Referates Glas und Keramik im Bayerischen Landeswirtschaftsamt. 1949 wurde er Geschäftsführer des Landesverbandes der Bayerischen Industrie in München. Er ist 1962 in die Freimaurerloge Zur Kette in München aufgenommen worden, außerdem gehörte er zeitweise der Loge Jacob de Molay zum flammenden Stern an.

## Partei
Bender hatte sich Anfang der 1950er Jahre dem GB/BHE angeschlossen. 

## Abgeordneter
Bender gehörte dem Deutschen Bundestag von 1953 bis 1957 an, wo er Vorsitzender des Ausschusses für Außenhandelsfragen war. Er war über die Landesliste Bayern ins Parlament eingezogen. Ursprünglich für den GB/BHE gewählt, wechselte er 1955 mit der „K.O.-Gruppe“ um Waldemar Kraft und Theodor Oberländer zur CDU/CSU-Bundestagsfraktion über. Er war Vorsitzender des Bundestagsausschusses für Außenhandelsfragen. Im April 1954 forderte er von den Vereinten Nationen vergeblich die Übertragung der Treuhandschaft einer ehemaligen Kolonie in Afrika auf die Bundesrepublik.